# Municipio de Elk Creek (Dakota del Norte)
El municipio de Elk Creek (en inglés: Elk Creek Township) es un municipio ubicado en el condado de Golden Valley en el estado estadounidense de Dakota del Norte. En el año 2010 tenía una población de 7 habitantes y una densidad poblacional de 0,08 personas por km².

## Geografía
El municipio de Elk Creek se encuentra ubicado en las coordenadas 47°6′3″N 103°51′35″O / 47.10083, -103.85972. Según la Oficina del Censo de los Estados Unidos, el municipio tiene una superficie total de 92.54 km², de la cual 92,36 km² corresponden a tierra firme y (0,19 %) 0,17 km² es agua.

## Demografía
Según el censo de 2010, había 7 personas residiendo en el municipio de Elk Creek. La densidad de población era de 0,08 hab./km². De los 7 habitantes, el municipio de Elk Creek estaba compuesto por el 100 % blancos. Del total de la población el 0 % eran hispanos o latinos de cualquier raza.